# São Francisco de Assis do Piauí
São Francisco de Assis do Piauí là một đô thị thuộc bang Piauí, Brasil. Đô thị này có diện tích 842,453 km², dân số năm 2007 là 4922 người, mật độ 5,84 người/km².